# The Letter (película de 1929)
The Letter —conocida como La carta en España y La carta trágica en Argentina— es una película estadounidense de 1929, dirigida por Jean de Limur. El guion se basa en la obra teatral del mismo nombre de 1927 del escritor y dramaturgo W. Somerset Maugham. Los principales intérpretes son Jeanne Eagels y O. P. Heggie. La película narra la historia de una mujer que mató a su amante, después de haberla abandonado por otra, y que es objeto de extorsión por parte de la misma.

## Sinopsis
Leslie mata a su amante Geoffrey Hammond después de que este la abandone por Li-Ti, una mujer china de baja estofa. Leslie es entonces juzgada y declara que él intentó violarla, aunque no tiene en cuenta que ella escribió una carta a Geoffrey para reunirse en la noche de su asesinato y que está en posesión de Li-Ti, quien no dudará en chantajearla.

## Reparto
- Jeanne Eagels	 ... 	Leslie Crosbie
- O.P. Heggie	... 	Joyce
- Reginald Owen	... 	Robert Crosbie
- Herbert Marshall... 	Geoffrey Hammond
- Irene Browne	... 	Mrs. Joyce
- Lady Tsen Mei	... 	Li-Ti
- Tamaki Yoshiwara... 	On Chi Seng
- Kenneth Thompson	(como Kenneth Thompson)

## Comentario
Esta película es la primera versión cinematográfica de la obra teatral del mismo nombre escrita por William Somerset Maugham. La actriz Jeanne Eagels que representa el papel principal fue la primera actriz en ser nominada póstumamente para el Premio Óscar a la mejor actriz tras fallecer el 3 de octubre de 1929 por una sobredosis de heroína. Ese año no hubo adjudicación oficial de ese premio.
La tercera versión que se hizo de la obra, protagonizada por Bette Davis, sigue siendo hoy día la más recordada de las cuatro versiones realizadas hasta ahora. El actor Herbert Marshall que en 1929 interpretó al amante asesinado volvería a aparecer en la versión de 1940 aunque representando el papel del marido de la protagonista principal, que encarnaba Bette Davis.

## Premios y reconocimientos
National Board of Review
| Reconocimiento              | Candidata  | Resultado |
| --------------------------- | ---------- | --------- |
| Diez mejores filmes del año | The Letter | Incluida  |